# Ренон (Белуно)
Ренон (итал. Renon) је насеље у Италији у округу Белуно, региону Венето.
Према процени из 2011. у насељу је живело 37 становника. Насеље се налази на надморској висини од 1119 м.